# Andrew Wyley
Andrew Wyley (* um 1820 in Nordirland; † nach 1885) war ein irisch-britischer Geologe, der auch ein botanisches Werk veröffentlichte. Sein offizielles botanisches Autorenkürzel lautet „Wyley“.
Wyley hielt sich von 1854 bis 1859 in Südafrika auf, wo er vor allem die Geologie der Kupferminen in Namaqualand erforschte.

## Werke
- Notes on the botanical features of Namaqualand. 1857.
- Provisional report upon the nature and general character of the copper districts of South Namaqualand. In: Cape of Good Hope Parliamentary Report No. G.36-'56. Cape Town 1857.
- Report upon the mineral and geological structure of South Namaqualand and the adjoining districts. In: Cape of Good Hope Parliamentary Report G.36-'57. Cape Town 1857.